# South African Express

Siatka połączeń South African Express w 2010

South African Express – południowoafrykańska linia lotnicza z siedzibą w Kempton Park. Obsługiwała połączenia krajowe i międzynarodowe. W marcu 2020 w związku ze złą sytuacją finansową przewoźnik zaprzestał prowadzenie działalności operacyjnej. Ostatecznie w 2022 spółka została zlikwidowana.

## Flota
W marcu 2020 linia lotnicza pozbyła się swoich 3 ostatnich samolotów Bombardier CRJ-200.